# Renault Master
Renault Master est la désignation commerciale de quatre générations de véhicules utilitaires légers de 3,5 tonnes de PTAC fabriqués par Renault depuis septembre 1980 dans l'usine SOVAB (Société des Véhicules Automobiles de Batilly).

## Historique
Le Master de Renault se décline en quatre générations distinctes. Les trois premières générations ont reçu un à plusieurs restylages. Son prédécesseur était l'Estafette.

### Résumé du Master
| Générations              | Production             | Dérivés de chez Renault | Principales concurrences |
| ------------------------ | ---------------------- | ----------------------- | --- |
| Master I (1980 - 1997)   |                        | Gamme B ; B90 4 × 4     | Peugeot J9 ; Citroën C32 et C35 ; Iveco Daily I ; Fiat Ducato I ; Mercedes-Benz TN |
| Master II (1997 - 2010)  |                        | Mascott                 | Citroën Jumper I - Peugeot Boxer I - Fiat Ducato II ; Iveco Daily II ; Mercedes-Benz Sprinter I |
| Master III (2010 - 2024) |                        | Aucun                   | Peugeot Boxer II ; Citroën Jumper II ; Iveco Daily III ; Fiat Ducato III ; Mercedes-Benz Sprinter II                                                                                                |
| Master IV (2024-...)     | En cours de production | Aucun                   | Fiat Ducato III et ses dérivés (Peugeot Boxer II, Citroën Jumper II, Opel Movano C, Toyota ProAce Max), Ford Transit V, Mercedes-Benz Sprinter III, Iveco Daily, Volkswagen Crafter II (et MAN TGE) |

En tout, plus de 3,2 millions d'exemplaires ont été produits depuis 1980

## Master I(1980 - 1997)
Le Renault Master I a été produit de 1980 à 1997, date à laquelle il a été remplacé par le Master II.

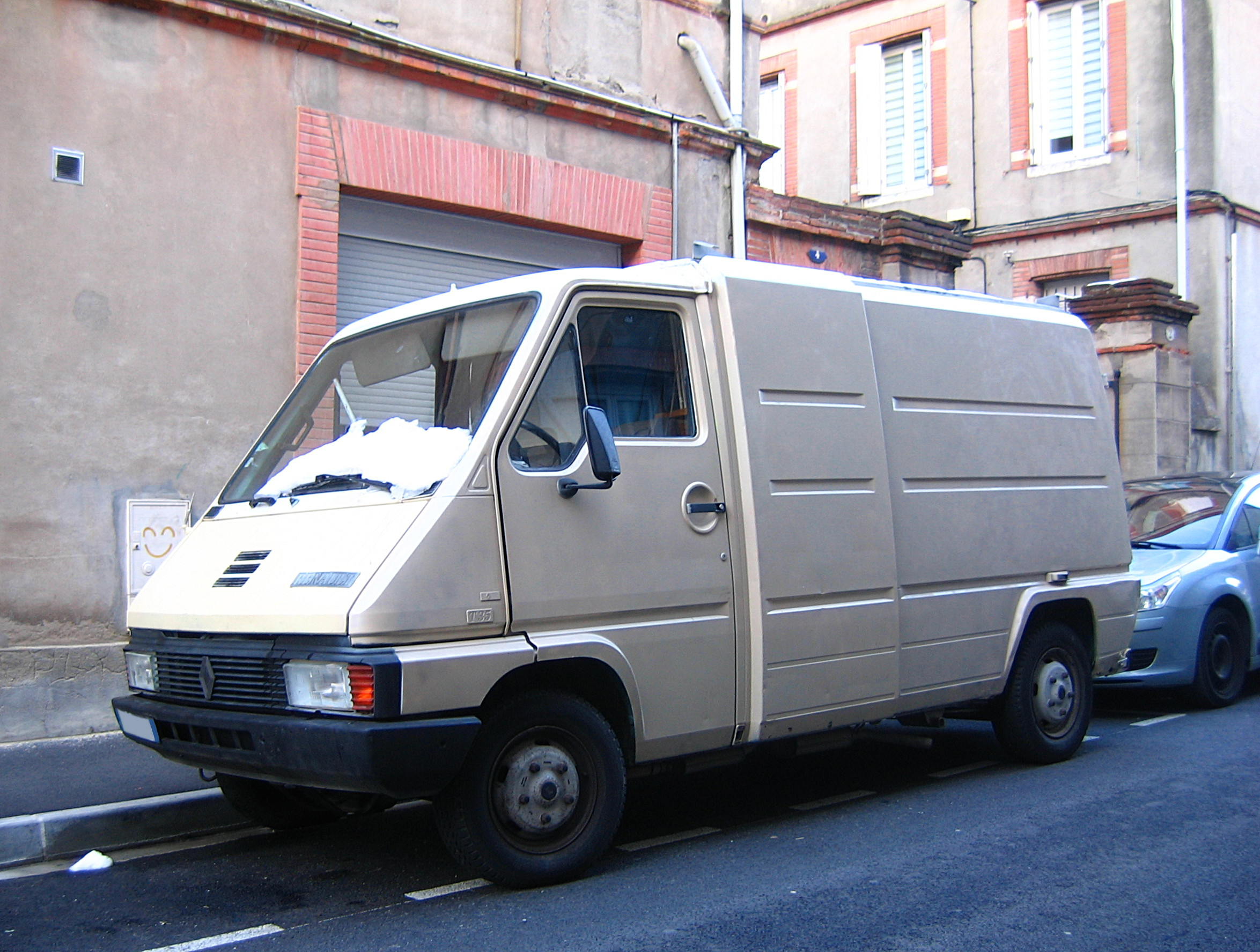
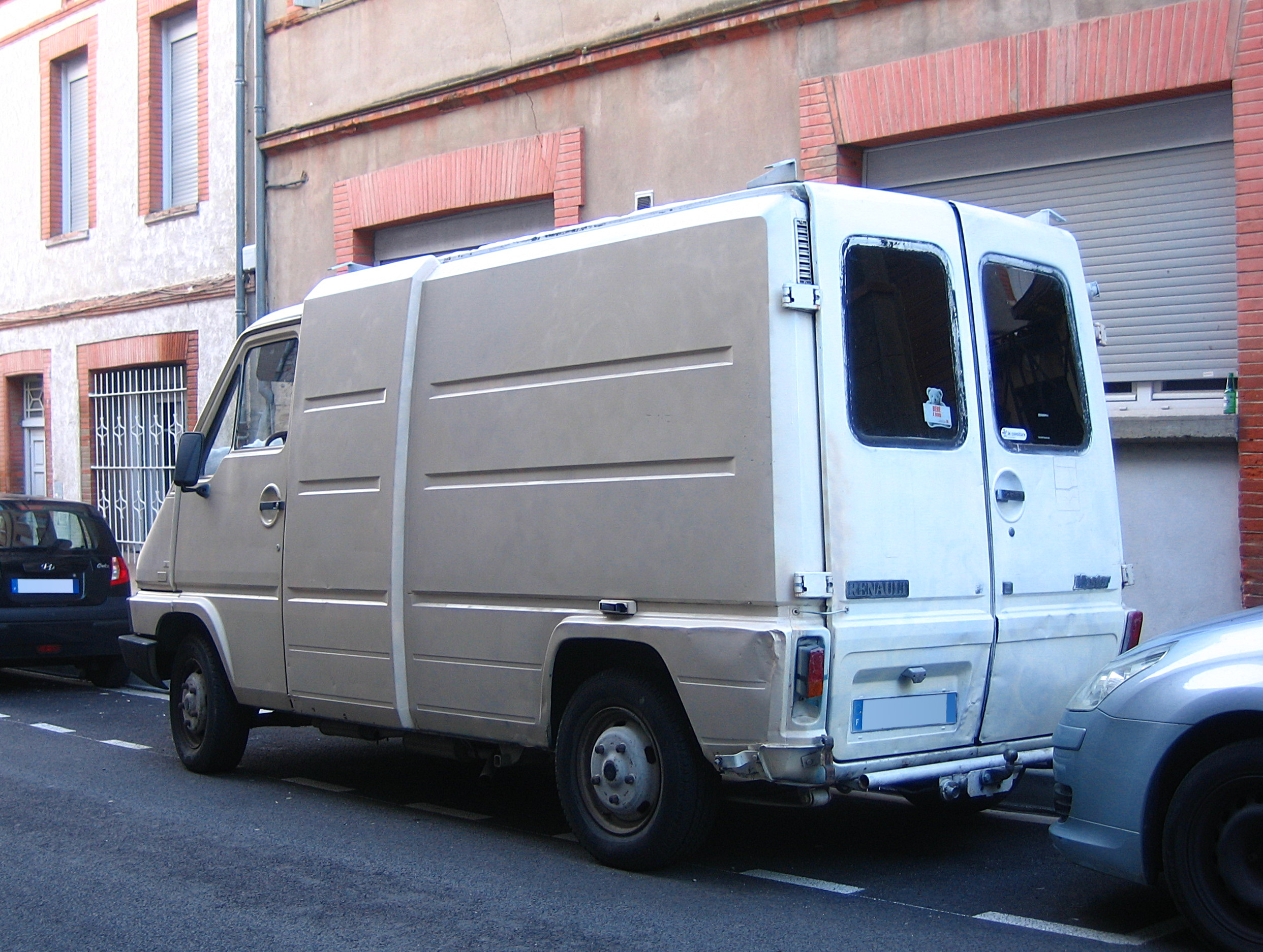

### Les différentes carrosseries
- Fourgon tôle

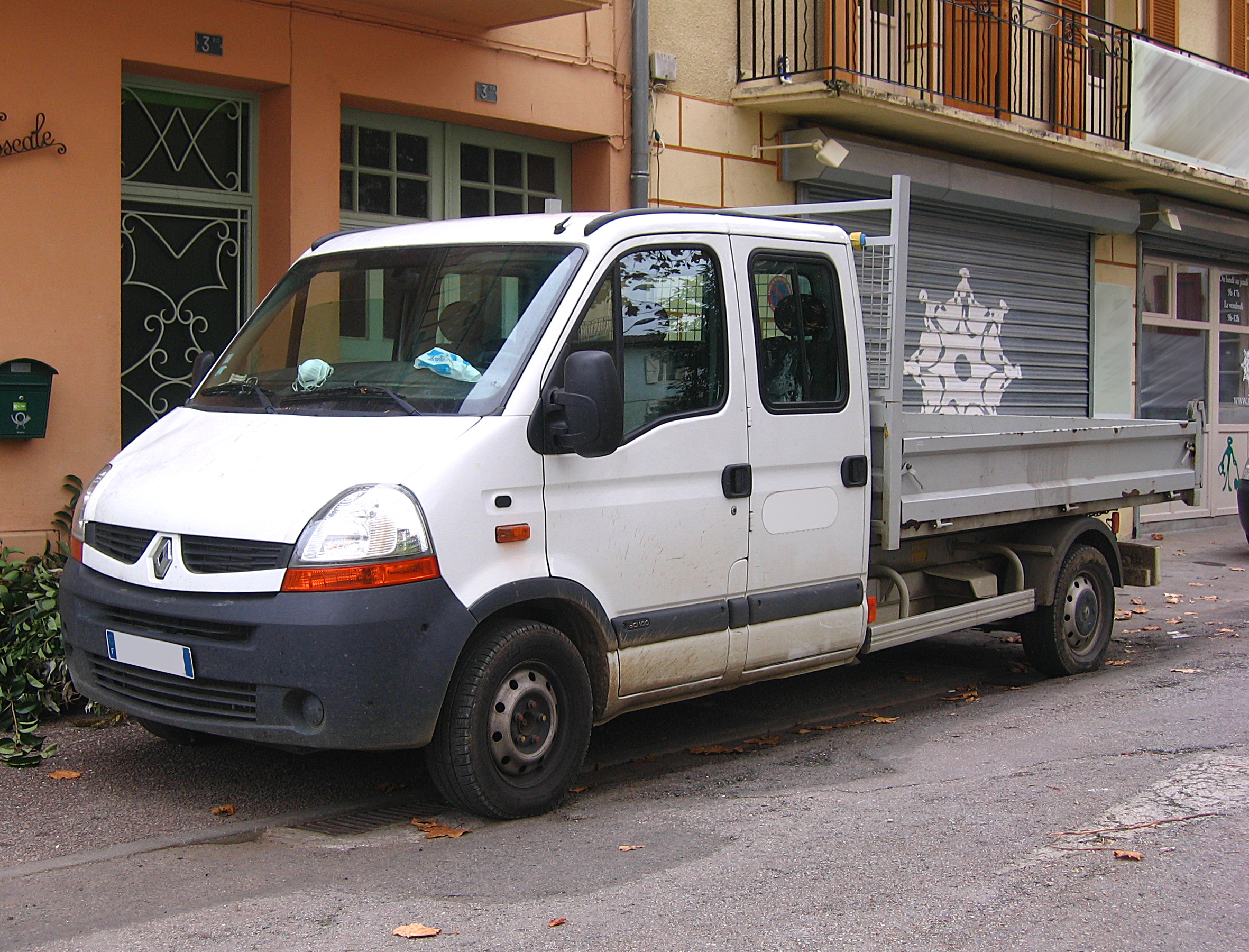
Version double cabine avec benne du Renault Master II phase III.

- Châssis-cabine frigorifique, bétaillère, camping-car

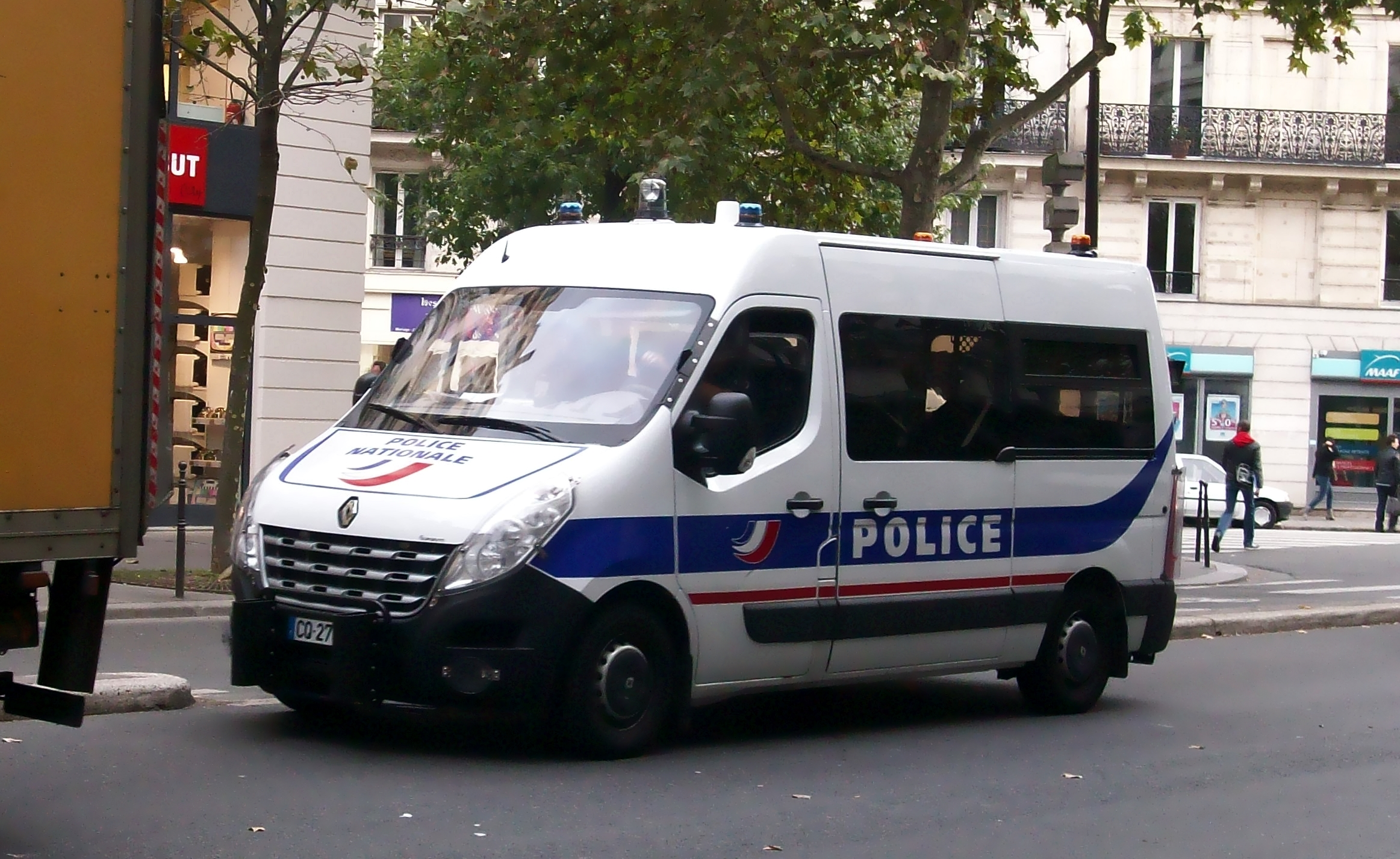
Un Renault Master III de la police de Paris.

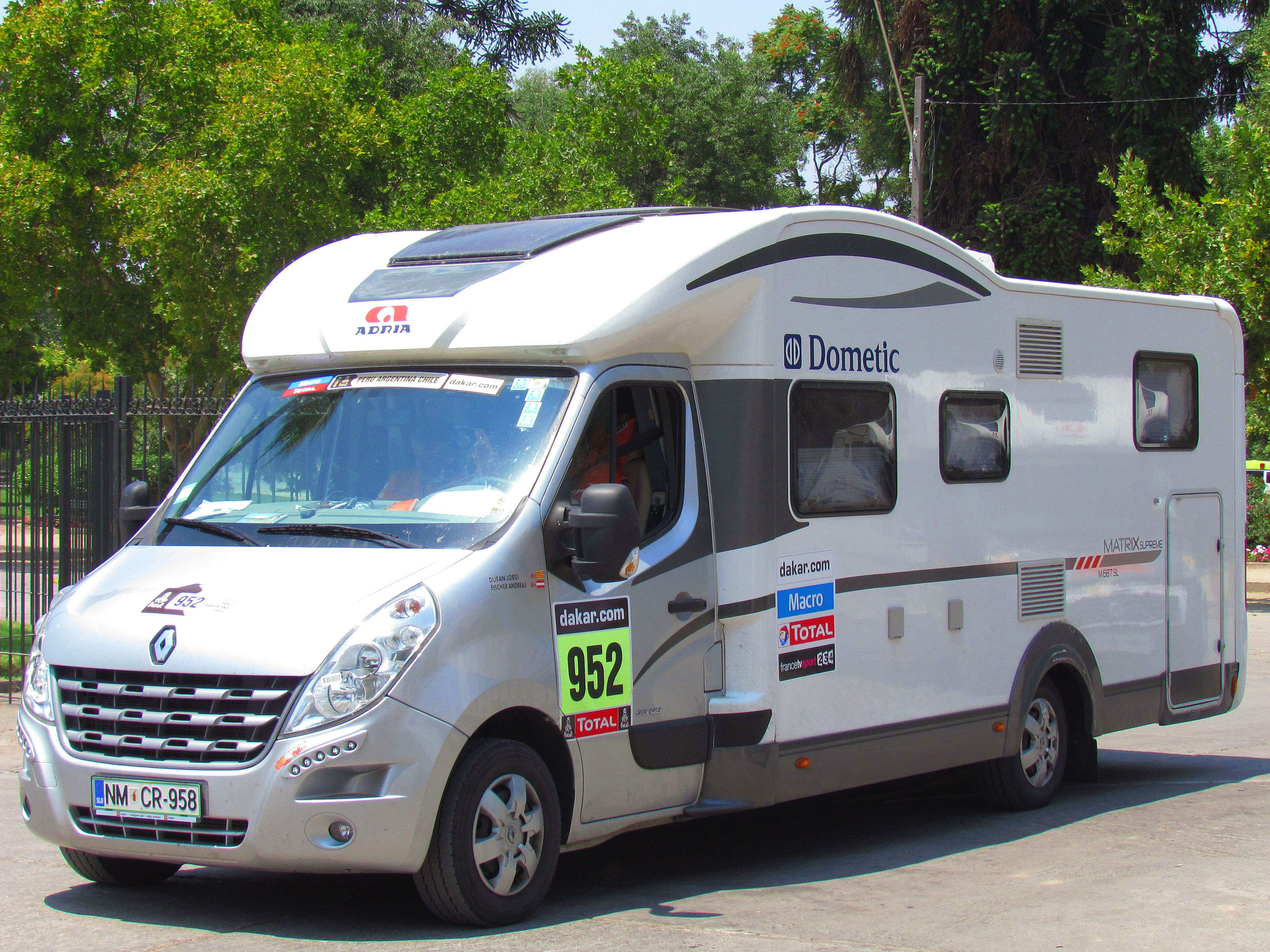
Version camping-car carrossé par Adria.

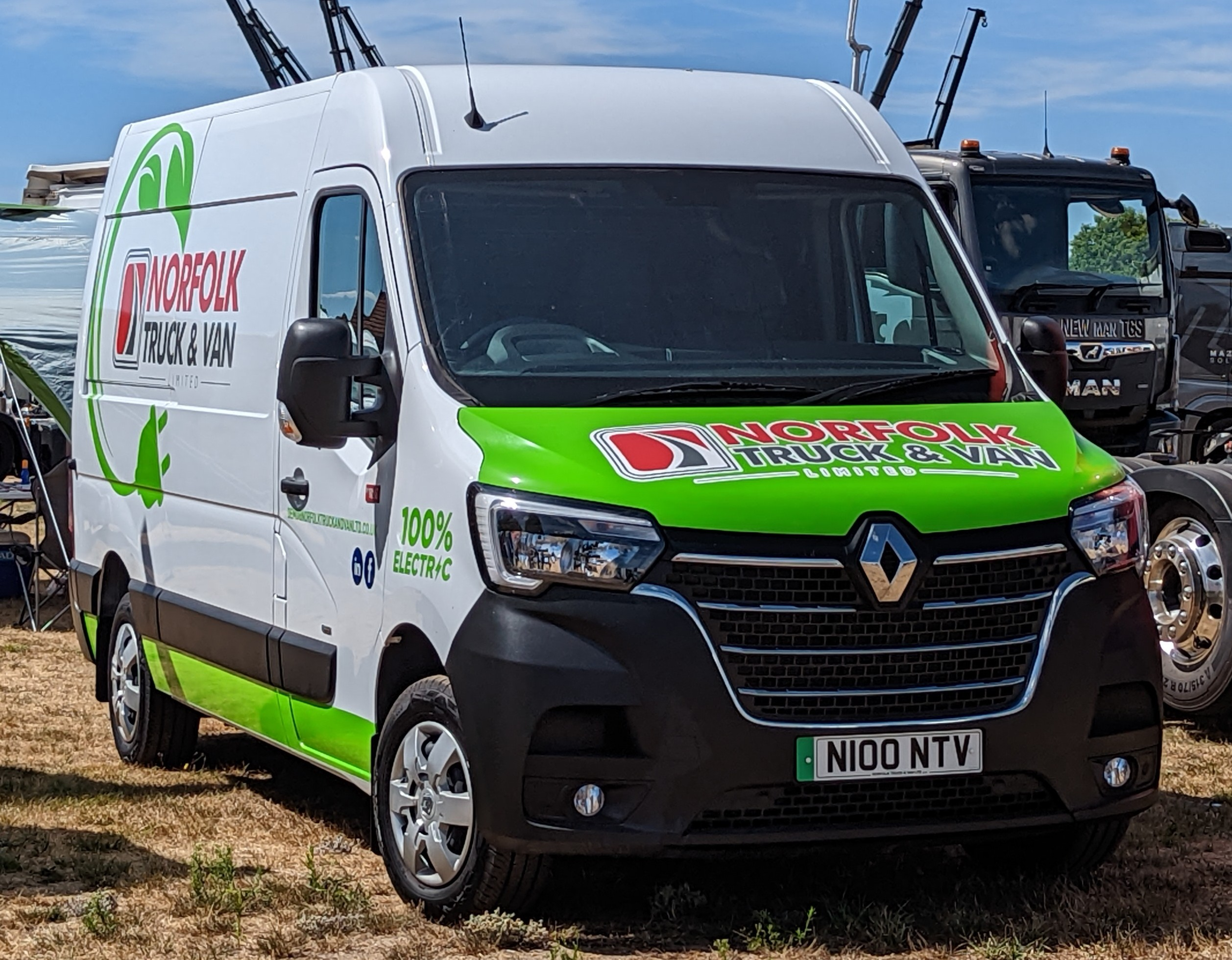
Renault Master III Z.E

- Minibus : avec la collaboration d'Heuliez, il sera nommé Heuliez GX 17.

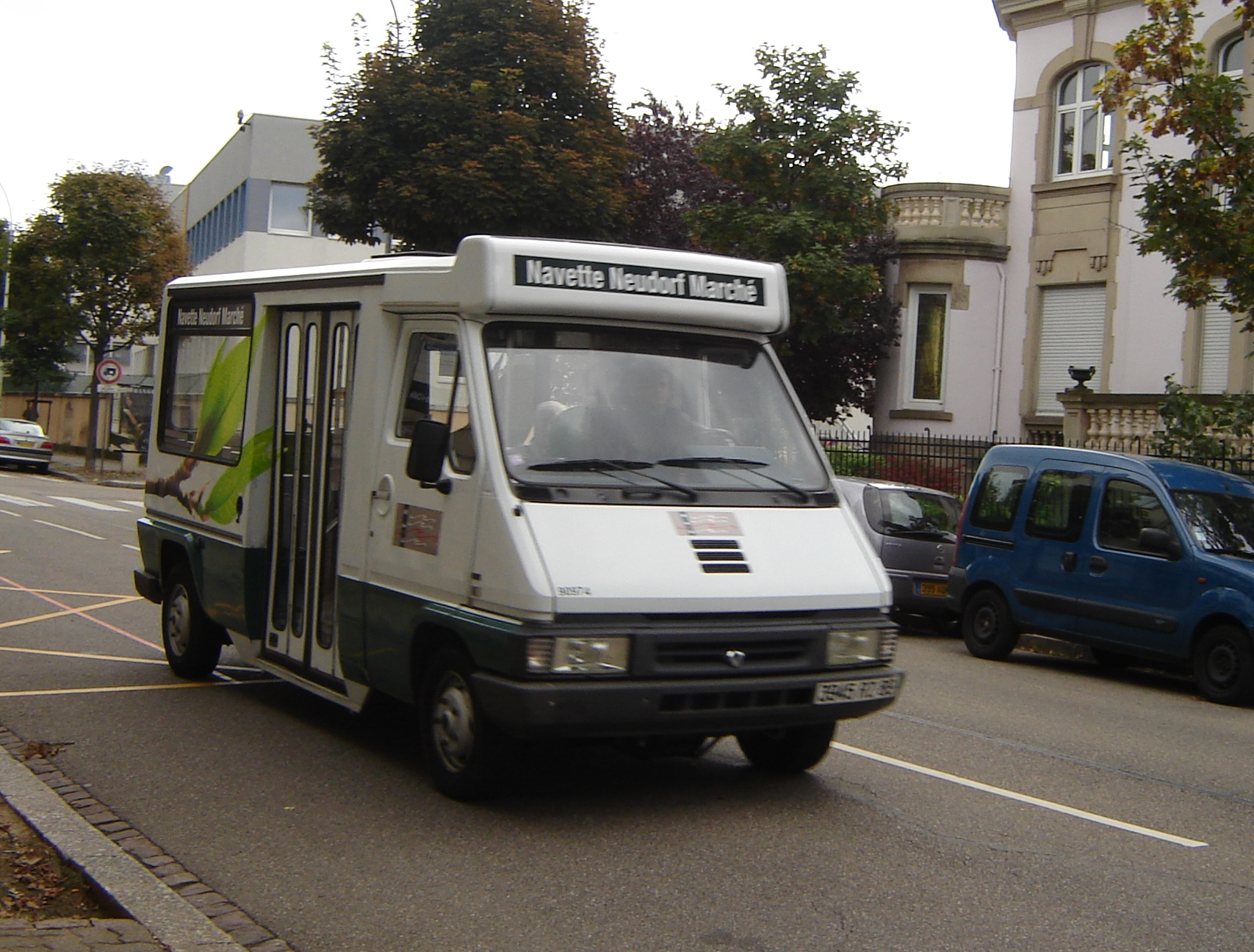
Version minibus du Renault Master I : l'Heuliez GX 17.

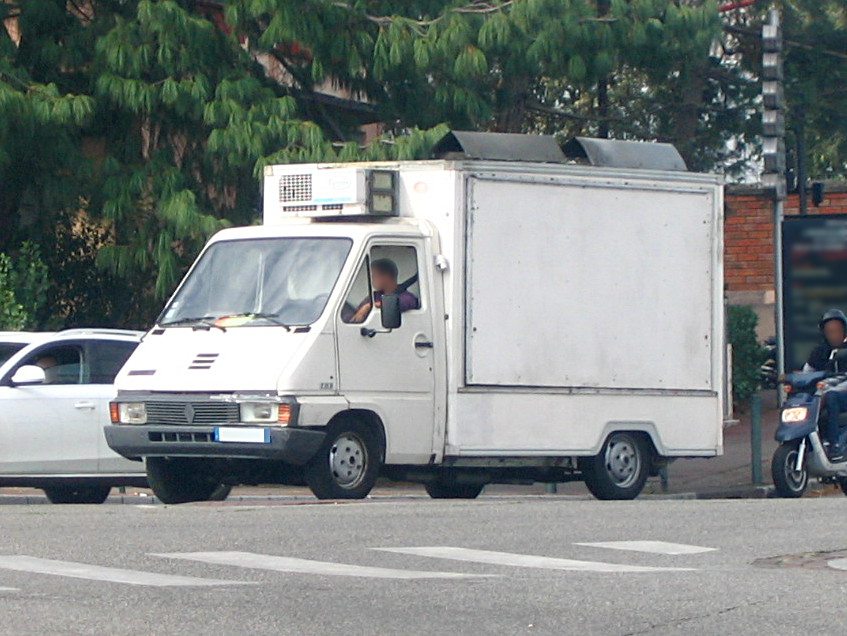
Version châssis-cabine frigorifique du Renault Master I.

## Master II(1997 - 2010)
Le Renault Master II a été produit de 1997 à 2010 et fut restylé en 2003. Il a été remplacé en 2010 par le Master III.

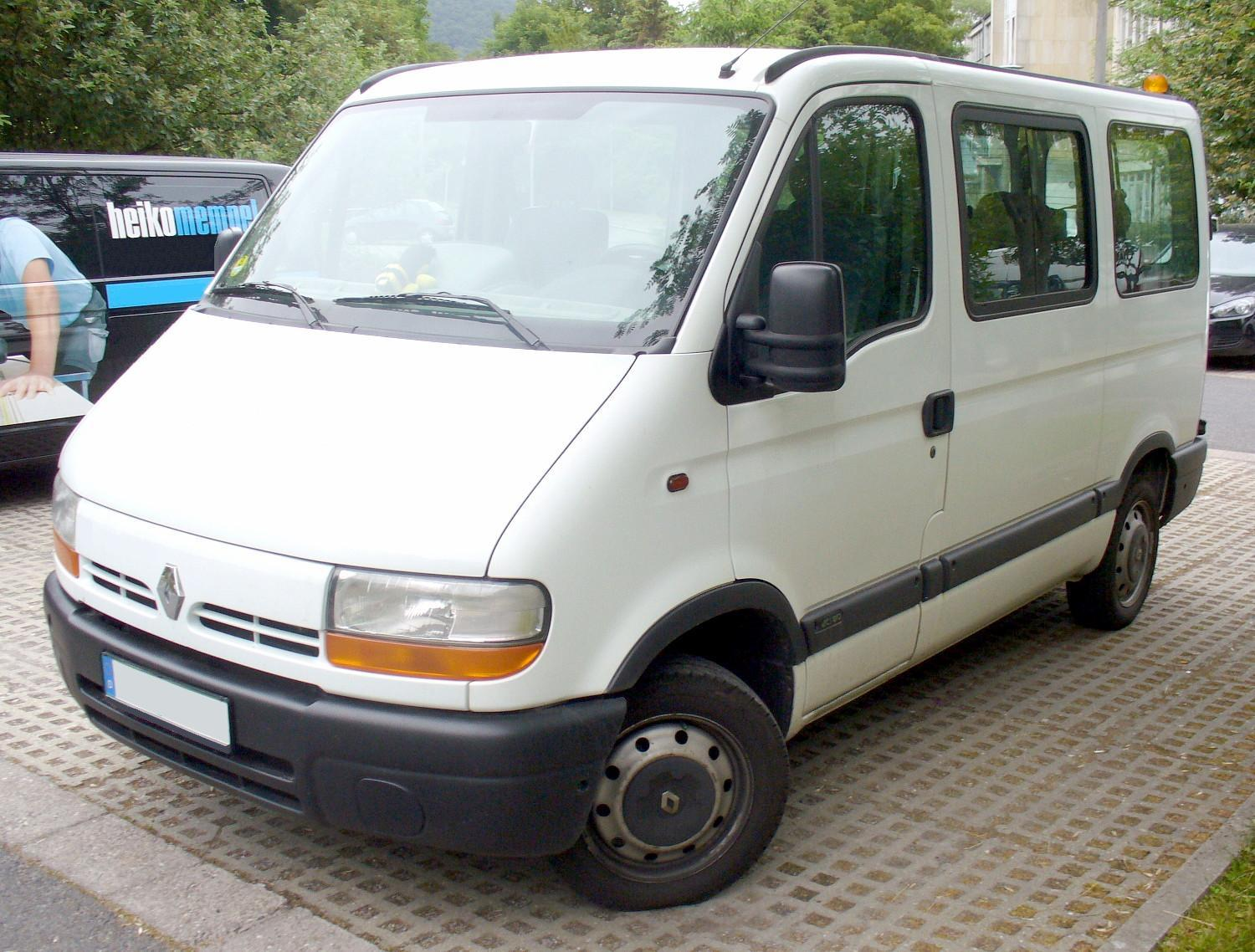
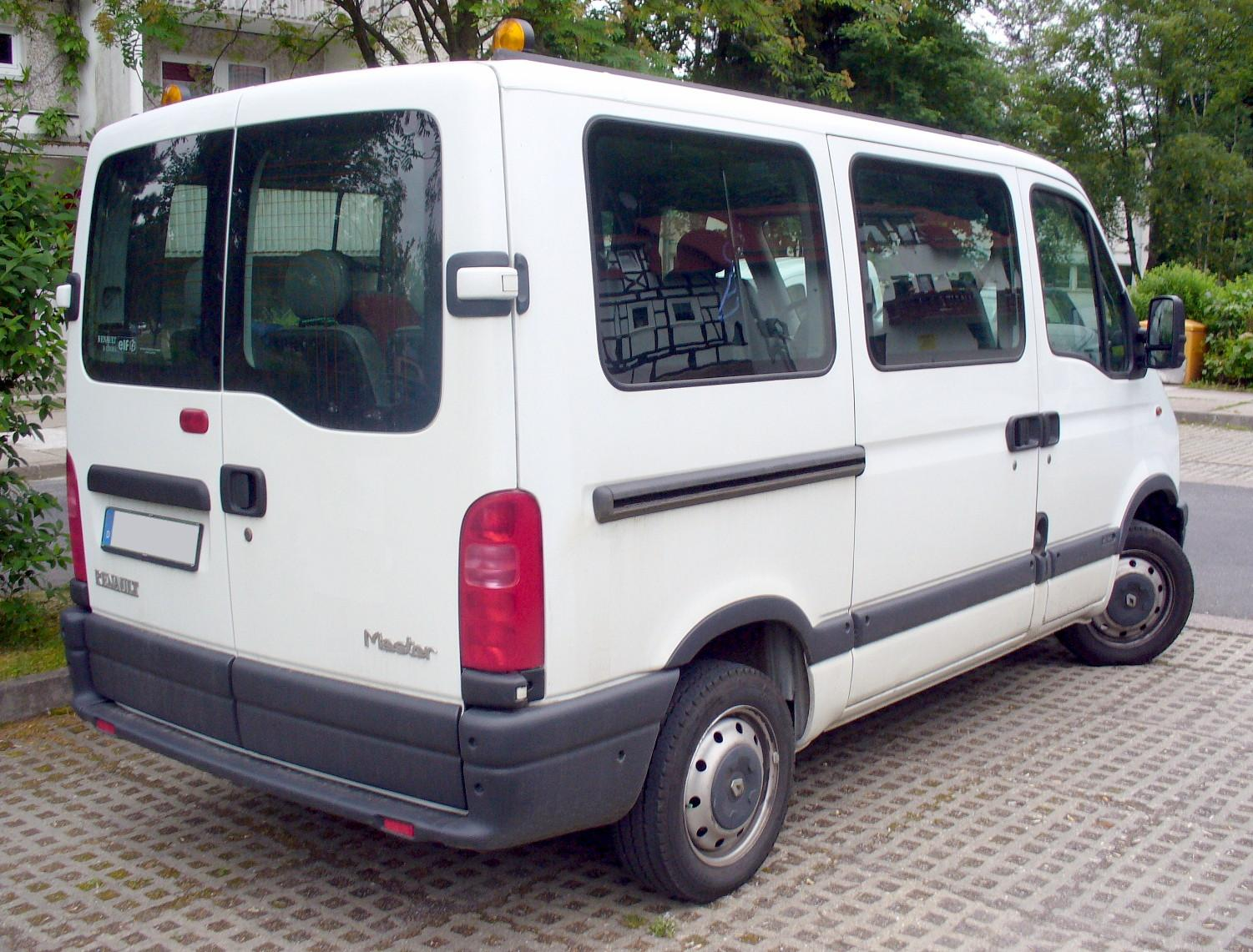

### Phase I
Il est produit de 1997 à 2003.

### Phase II
Il est produit de 2003 à 2006.
- La face avant est entièrement modifiée : calandre à nid d'abeille ;
- les feux arrière sont redessinés ;
- une nouvelle motorisation est disponible.

### Phase III
Il est produit de 2007 à 2010.

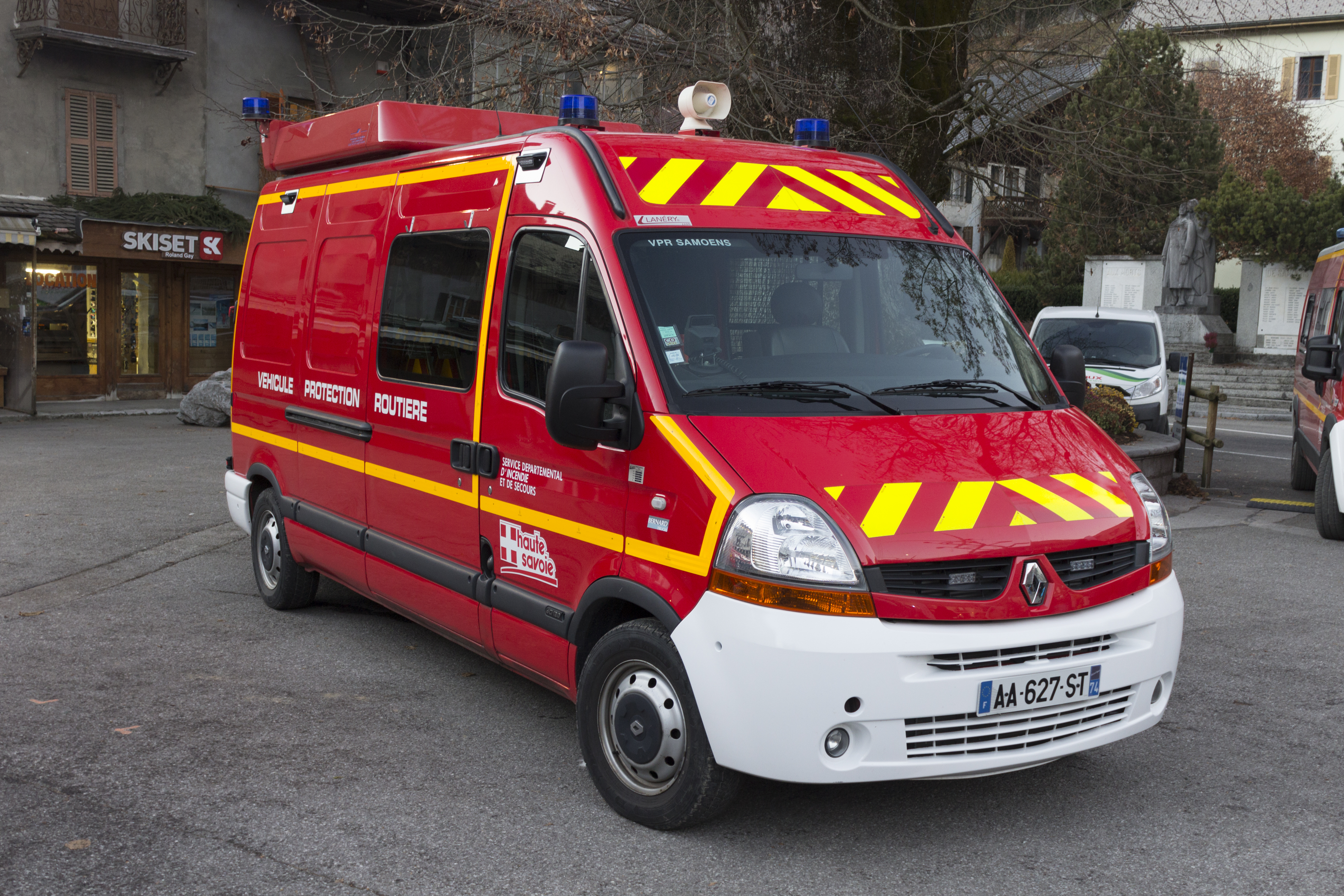
Renault Master II phase III des pompiers.

- La face avant reçoit une nouvelle calandre à lamelles ;
- la version 100cv reçoit une boîte à 6 rapports
- le vide poche central agrandie;
- un espace de rangement ajouté au niveau des pare soleils

### Les différentes carrosseries
- Fourgon tôle
- Châssis-cabine frigorifique, benne, camping-car
- Minibus

## Master III(2010 - 2024)
Le Renault Master III a été produit de 2010 à 2024 et a été restylé une première fois en 2014 puis en 2019. Il remplace les Renault Master II et Mascott. Il sera remplacé en 2024 par le Master IV.

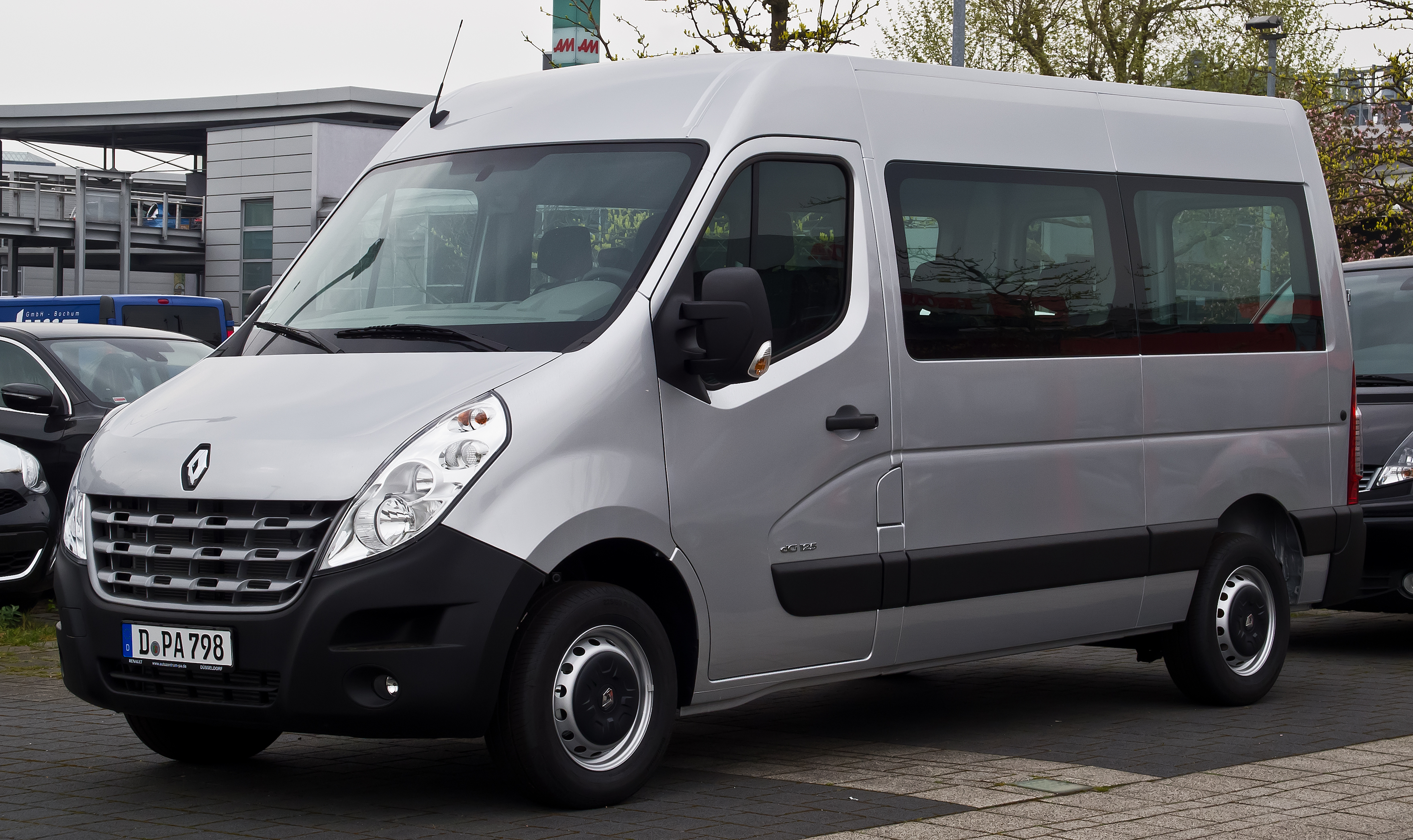
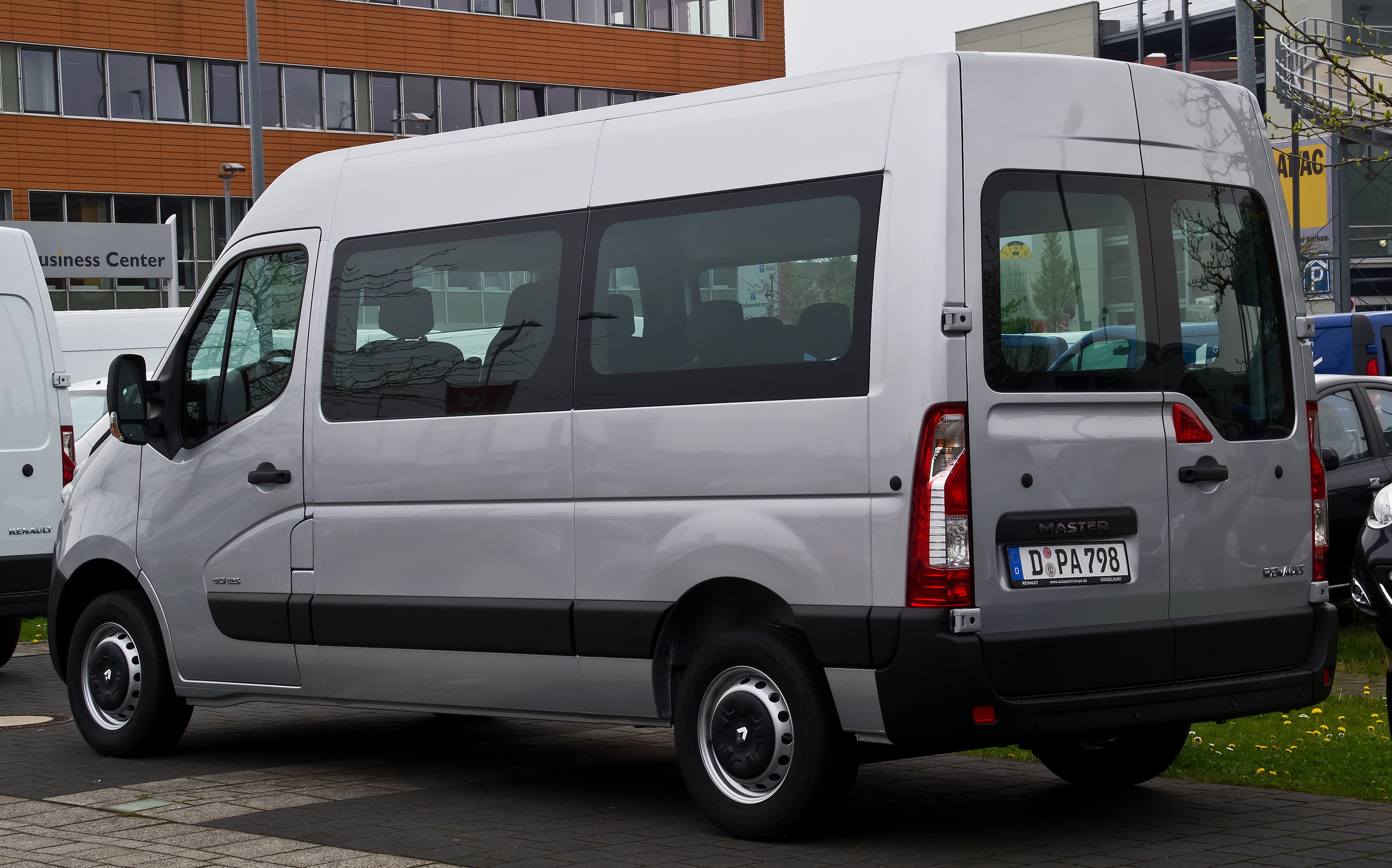

### Phase I
Il sera produit de 2010 à avril 2014.

### Phase II
Il sera produit d'avril 2014 à septembre 2019.
Il est à noter qu'une version 4 × 4 basée sur les châssis propulsion (roues simples RS ou roues jumelées RJ) est disponible depuis mai 2016 sur commande auprès de Renault qui sous traite la transformation auprès de la société allemande Oberaigner.

### Phase III
Il sera produit de septembre 2019 à l'été 2024. Depuis fin octobre 2024, il n'est plus possible de configurer un Master III restylé.

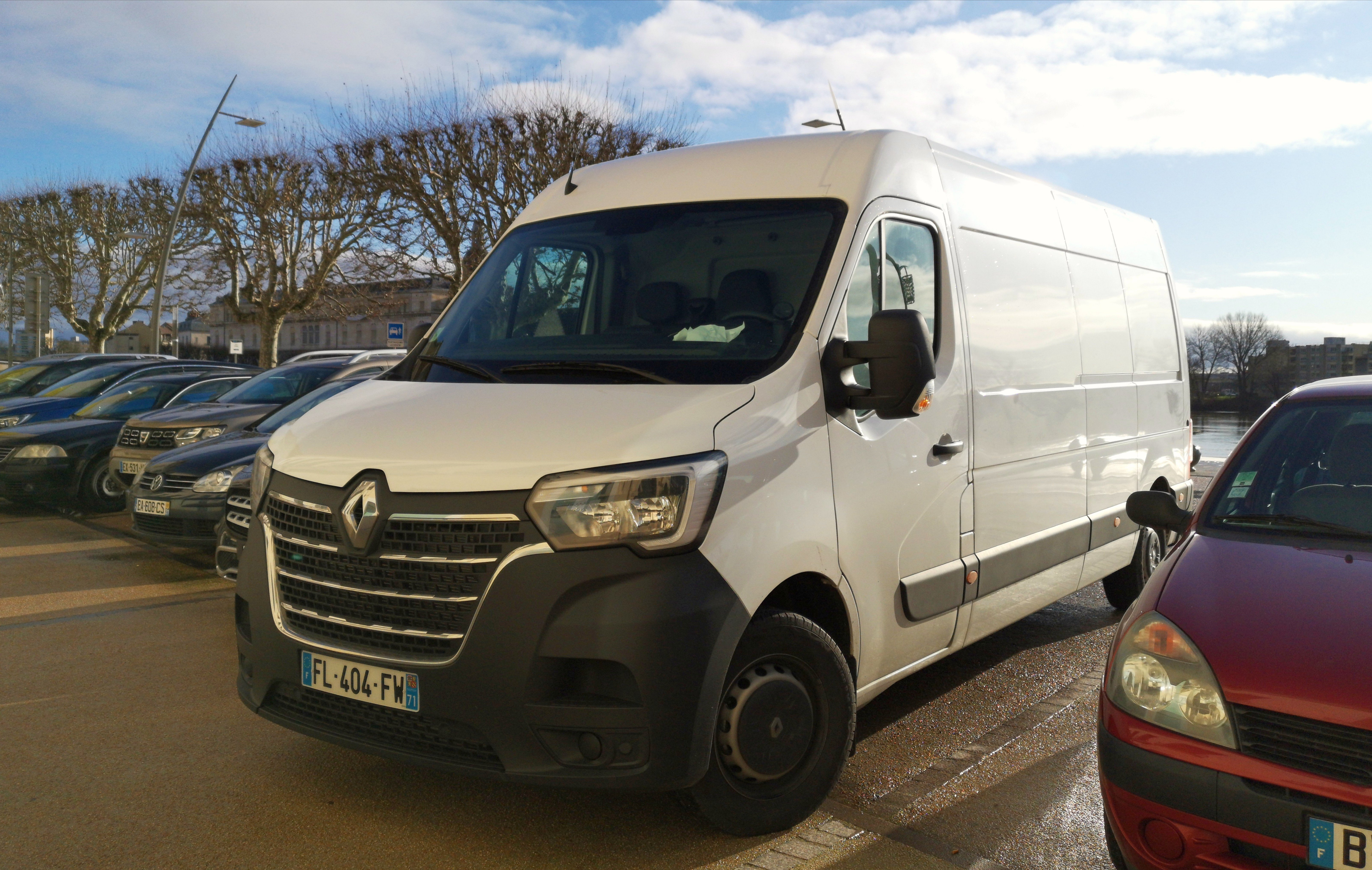
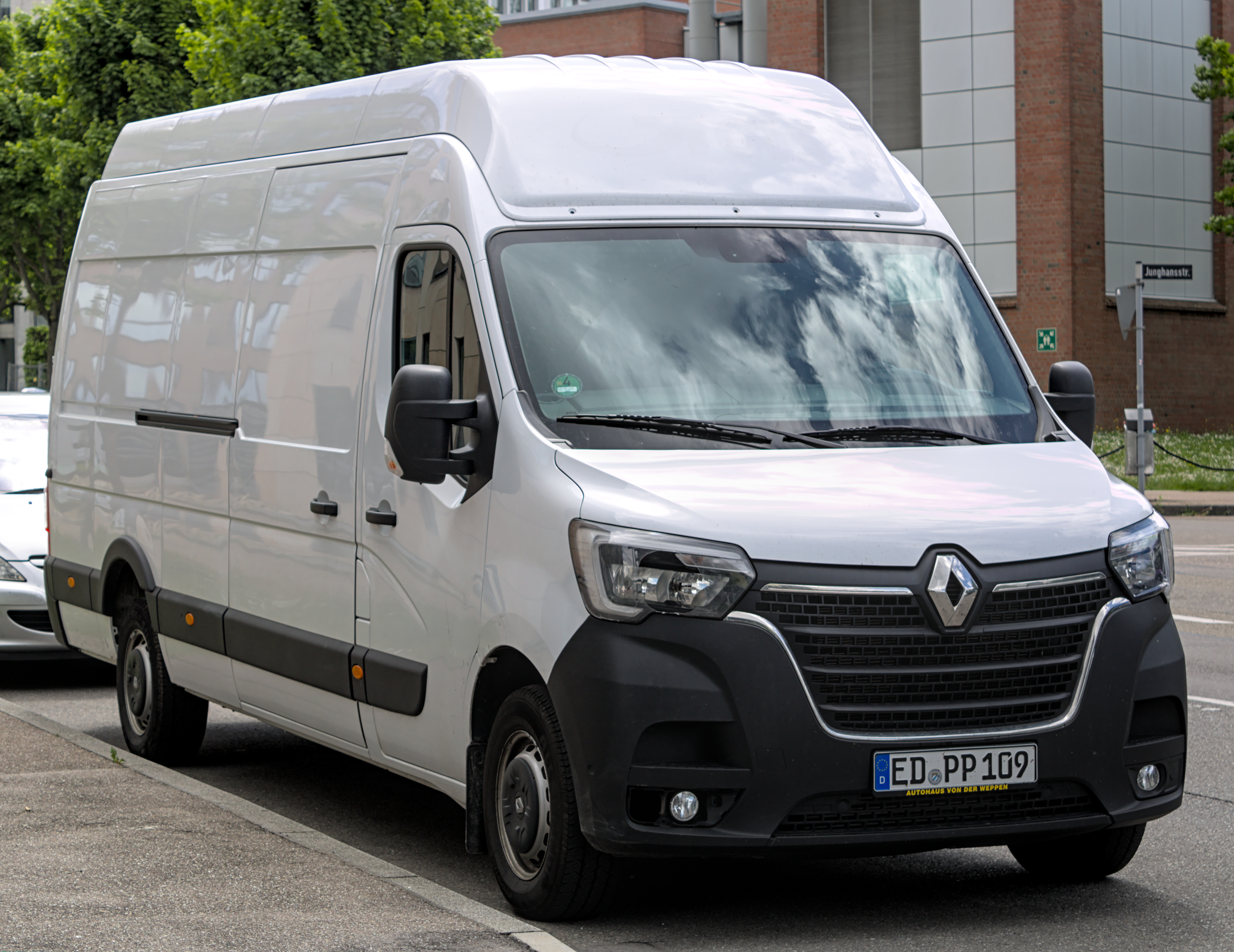

### Les différentes carrosseries
- Fourgon tôle
- Châssis-cabine frigorifique, benne, camping-car
- Minibus

## Master IV (2024-...)
En novembre 2023, une quatrième génération de Master est dévoilée,. Une nouvelle génération du Nissan Interstar, dérivé de cet utilitaire, est dévoilée en février 2024,.

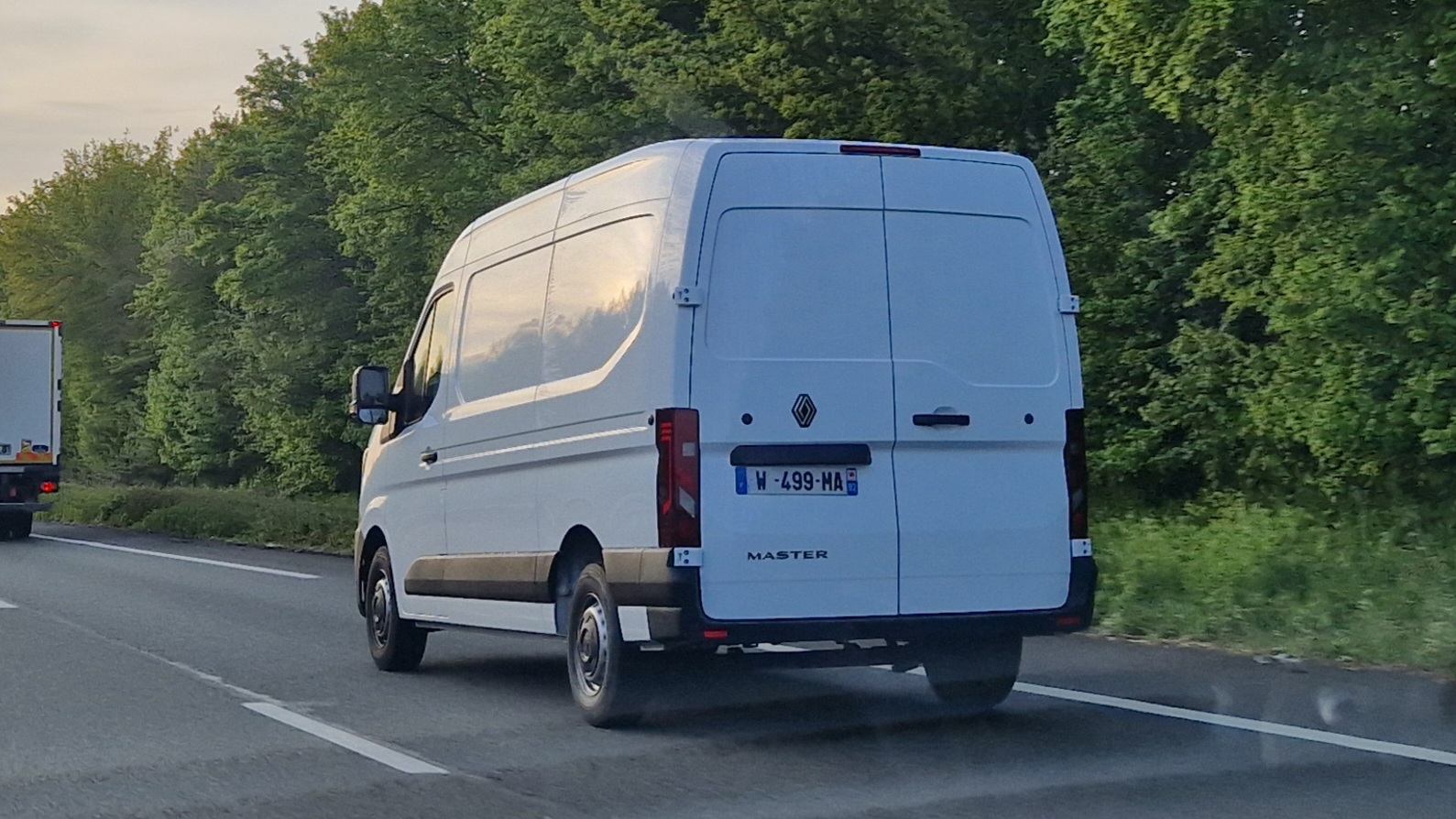
Vue arrière du Master IV.